# تکواندو در المپیک تابستانی ۲۰۰۴
تکواندو در المپیک تابستانی ۲۰۰۴، (به انگلیسی: Taekwondo at the 2004 Summer Olympics) در مجموعه ورزشی المپیک ساحلی فالیرو برگزار گردید که ۱۲۴ نفر از ۶۰ کشور جهان در هشت وزن مختلف به رقابت پرداختند.

## مردان
| وزن                                   | طلا                               | نقره                        | برنز                         |
| ------------------------------------- | --------------------------------- | --------------------------- | ---------------------------- |
| مگس وزن (مردان ۵۸ کیلوگرم)            | چو مو یان · چین تایپه             | اسکار سالازار · مکزیک       | تامر بایومی · مصر            |
| سبک وزن (مردان ۶۸ کیلوگرم)            | هادی ساعی · ایران                 | هوانگ چی-هزانگ · چین تایپه  | سانگ مایونگ -سبه · کره جنوبی |
| میان وزن (مردان ۸۰ کیلوگرم)           | استون لوپاز · ایالات متحده آمریکا | بهری تانرکولو · ترکیه       | یوسف کرمی · ایران            |
| سنگین وزن (مردان به اضافه ۸۰ کیلوگرم) | مون دی-سونگ · کره جنوبی           | الکساندروس نیکولدیس · یونان | پاسکال جنتیل · فرانسه        |

## زنان
| Event                                | طلا                        | نقره                               | برنز                          |
| ------------------------------------ | -------------------------- | ---------------------------------- | ----------------------------- |
| مگس وزن (زنان ۴۹ کیلوگرم)            | Chen Shih-Hsin · چین تایپه | Yanelis Labrada · کوبا             | Yaowapa Boorapolchai · تایلند |
| سبک وزن (زنان ۵۷ کیلوگرم)            | Jang Ji-Won · کره جنوبی    | Nia Abdallah · ایالات متحده آمریکا | Iridia Salazar · مکزیک        |
| میان وزن (زنان ۶۷ کیلوگرم)           | Luo Wei · چین              | Elisavet Mystakidou · یونان        | Hwang Kyung-Sun · کره جنوبی   |
| سنگین وزن (زنان به اضافه ۶۷ کیلوگرم) | Chen Zhong · چین           | میریام باورل · فرانسه              | Adriana Carmona · ونزوئلا     |

## کشورهای شرکت کننده
| رتبه | کشور                      | طلا | نقره | برنز | مجموع |
| ۱    | چین تایپه (TPE)           | ۲   | ۱    | ۰    | ۳     |
| ۲    | کره جنوبی (KOR)           | ۲   | ۰    | ۲    | ۴     |
| ۳    | چین (CHN)                 | ۲   | ۰    | ۰    | ۲     |
| ۴    | ایالات متحده آمریکا (USA) | ۱   | ۱    | ۰    | ۲     |
| ۵    | ایران (IRI)               | ۱   | ۰    | ۱    | ۲     |
| ۶    | یونان (GRE)               | ۰   | ۲    | ۰    | ۲     |
| ۷    | فرانسه (FRA)              | ۰   | ۱    | ۱    | ۲     |
| ۷    | مکزیک (MEX)               | ۰   | ۱    | ۱    | ۲     |
| ۹    | ترکیه (TUR)               | ۰   | ۱    | ۰    | ۱     |
| ۹    | کوبا (CUB)                | ۰   | ۱    | ۰    | ۱     |
| ۱۱   | تایلند (THA)              | ۰   | ۰    | ۱    | ۱     |
| ۱۱   | مصر (EGY)                 | ۰   | ۰    | ۱    | ۱     |
| ۱۱   | ونزوئلا (VEN)             | ۰   | ۰    | ۱    | ۱     |